# Aleksandar Stevic
Aleksandar „Aco“ Stevic  (* 1. Februar 1982) ist ein Handballtrainer und ehemaliger Handballspieler.

## Leben
Er spielte in seiner Jugend bei der HSG Albstadt. 2002 wechselte der Spielmacher zum HBW Balingen-Weilstetten in die Regionalliga, mit dem er den Aufstieg in die 2. Bundesliga schaffte. Ein Jahr später zog es den Spielmacher zum VfL Pfullingen in die Bundesliga, wo er von 2004 bis 2006 spielte. Nach der Insolvenz des VfL Pfullingen im Jahr 2006 fand er über die Stationen TSG Söflingen und HBW Balingen-Weilstetten 2008 zum TV 1893 Neuhausen. Auch hier wurde der direkte Aufstieg in die 2. Bundesliga geschafft. 2009 übernahm Stevic die Kapitänsrolle und führte den TV 1893 Neuhausen 2012 in die Bundesliga. Im Januar 2014 beendete Stevic seine aktive Karriere und übernahm als
Trainer und Sportdirektor beim TV 1893 Neuhausen in der 2. Bundesliga. 2017 wechselte Stevic als Cheftrainer in die Schweiz zum BSV Bern. Zweimal konnte sich der BSV Bern für das Halbfinale um die Meisterschaft qualifizieren, einmal erreichte er mit dem BSV Bern den Cupfinal und zweimal war der BSV Bern international im EHF und Challencup vertreten. Nach vier Jahren endete die Trainertätigkeit beim BSV Bern. Im Oktober 2021 übernahm er das Traineramt vom Schweizer Erstligisten HSC Suhr Aarau.